# Phaeoura aetha
Phaeoura aetha är en fjärilsart som beskrevs av Frederick H. Rindge 1961. Phaeoura aetha ingår i släktet Phaeoura och familjen mätare. Inga underarter finns listade i Catalogue of Life.